# Моделизъм в Ботевград
Моделизмът в Ботевград започва да се практикува още през 1950-те години като извънкласни занимания в училищата. След откриването на Пионерския дом в Ботевград, заниманията се преместват там като обособени кръжоци по моделизъм. По-късно е основан Общински моделен клуб в Ботевград към Организация за съдействие на отбраната. Спечелени са няколко медала по корабомоделизъм от републикански първенства.

## История

### Пионерски дом
Пионерският дом в Ботевград е открит на 15 септември 1960 г. в старата сграда на общината. По-късно там се обособява работилница в която се провеждат кръжоците по различните видове моделизъм – авиомоделизъм, автомоделизъм, корабомоделизъм и ракетомоделизъм.

### Общински моделен клуб
Със създаването на Организация за съдействие на отбраната, през 1970-те години се сформира и местен Общински моделен клуб Ботевград, който започва да ръководи дейността. Първоначално занятията се провеждат в къща на бул. „България“, а по-късно в сграда на ул. „Ген. Гурко“ №10. След демократичните промени, закриването на ОСО и спирането на държавното финансиране – практикуването и преподаването на моделизъм в цялата страна, включително и в Ботевград, значително се ограничава.

## Корабни модели
Ръководител на кръжока по корабомоделизъм е Христо Боевски. Два от неговите кораби печелят медали – Пожарен кораб FLB 23 и Торпедоносец клас Г-5 – съответно в средношколски и пионерски първенства.
|  |  |

## Медали
| Година | Класиране | Клас | Модел                | Участник         | Ръководител    | Място на състезанието                                                 | Справка                                        |
| ------ | --------- | ---- | -------------------- | ---------------- | -------------- | --------------------------------------------------------------------- | ---------------------------------------------- |
| 1986   | 2         | C2   | Пожарен кораб FLB 23 | Валентин Василев | Христо Боевски | Републиканско първенство в София                                      | (Неправилно споменат като Валентин Владимиров) |
| 1986   | 1         | F2A  | Пожарен кораб FLB 23 | Валентин Василев | Христо Боевски | Републиканско първенство в Стара Загора                               | [ 3 ]                                          |
| 1987   | 1         | F2A  | Пожарен кораб FLB 23 | Валентин Василев | Христо Боевски | Републиканско средношколско първенство по корабомоделизъм в Пазарджик | [ 4 ]                                          |